# 戦力変革局 (アメリカ)
戦力変革局（英語: Office of Force Transformation, OFT）は、アメリカ国防総省長官府に設置されていた部局。米軍再編計画の統括・評価を担当していた。

## 概要
米軍再編の基本概念は、国防諮問委員会（National Defense Panel, NDP）が1997年に発表した「国防の転換: 21世紀の国家安全保障」（Transforming Defense: National Security in the 21st Century）において確立された。この報告書においては、RMAによって防衛技術は急速に刷新されつつあり、また非対称戦争や戦争以外の軍事作戦へのニーズ増大など軍がおかれている環境も激変しているにもかかわらず、アメリカ軍はこれに対応しきれていないことが指摘されるとともに、これらの情勢変化に対応して、運用・編制・装備のすべてを統合的に刷新する改革の必要性が提唱された。そして、2001年9月に発表された四年ごとの国防計画見直し2001（QDR2001）において、従来の「脅威ベースのアプローチ」から「能力ベースのアプローチ」への転換が発表された。前者においては、冷戦構造のもとで特定の脅威（ワルシャワ条約機構など）への対処を目的としていたのに対し、後者においては、従来は知られていなかったものも含む多様な脅威に対して、いかなる時間・場所においても対処できる軍組織が目標とされる。QDR2001の発表直前に発生したアメリカ同時多発テロ事件により、能力ベースのアプローチに基づいた米軍再編の重要性は火急のものとなった。
これを受け、米軍再編を統括・評価するため、2001年10月29日に設置されたのが、OFTである。初代局長に就任したアーサー・セブロウスキーは、ネットワーク中心の戦い（NCW）コンセプトの創案者として知られており、これは米軍再編の中核的ドクトリンとして採択されたものである。本部局はアメリカ国防長官府直属とされ、再編計画はセブロウスキー局長とダグラス・ファイス政策担当国防次官が中心となって策定した。保安上の理由により、報告はドナルド・ラムズフェルド国防長官およびポール・ウォルフォウィッツ国防副長官のみが閲覧することとなった。
2003年4月、米軍再編の全体計画を示すものとして、再編計画指針（TPG）が発表された。これはOFTを中核として策定されたものであり、のちにこれを更に敷衍した報告書がOFTより発表されている。
2006年10月1日、OFTは解体され、その機能は政策担当国防次官および取得技術兵站担当国防副次官に分散された。